# Rak 1300
Rak 1300 (także Rak 2T i Rak T2) – samochód wyścigowy, zaprojektowany i skonstruowany przez Jerzego Jankowskiego pod marką Rak. Samochód był przerobionym Rakiem 650, a zastosowano w nim dwa silniki Triumph T110. Uczestniczył w Wyścigowych Samochodowych Mistrzostwach Polski w latach 1961–1963.

## Historia
Skonstruowany pod kierownictwem Jerzego Jankowskiego Rak 650 był odpowiedzią na SAM-y i uczestniczył w Wyścigowych Samochodowych Mistrzostwach Polski w latach 1958–1959. Samochód odnosił sukcesy, pozwalając Jankowskiemu na zdobycie dwóch tytułów mistrza Polski w 1958 roku. Jednakże po 1959 roku samochód był już zużyty i wymagał remontu silnika i nadwozia. Korzystając z tego faktu, Jankowski postanowił zwiększyć jego moc poprzez zastosowanie dwóch silników Triumph T110, sprzężonych z sobą skrzynią biegów opartą częściowo (obudowa i mechanizm różnicowy) na Wartburgu, a częściowo wykonaną samodzielnie. Zmianie uległo tylne zawieszenie – zastosowano wahacze poprzeczne. Zmodyfikowano także nadwozie samochodu, przesuwając fotel kierowcy i kierownicę do środka, co było wymuszone zastosowaniem dwóch silników. Zwiększone zostały boki nadwozia. Zastosowano dwa zdejmowalne kanały chłodzące oraz wymieniono poszycie nadwozia. Użycie dwóch silników pozwalało na osiągnięcie około 100 KM mocy oraz prędkości maksymalnej na poziomie 200 km/h, ale jednocześnie praca obu silników nie zawsze była dobrze zsychronizowana.
Samochód zadebiutował w 1961 roku, a Jankowski wygrał oba wyścigi w Opolu i zdobył tytuł wicemistrza Polski. W roku 1962 kierowcą był Władysław Paszkowski, wygrywając jeden wyścig w Krakowie. W sezonie 1963 samochód prowadził Zbigniew Sucharda. Podczas rundy w Lublinie doszło do pożaru pojazdu, i nie został on odbudowany.